# Bahnstrecke Websterville–East Barre
| Streckenlänge: | 2,7 km               |                            |                            |
| Spurweite: | 1435 mm (Normalspur) |                            |                            |
| |                      |                            |                            |
| \| \| \| von Barre \| \| \| \| 0,0 \| Websterville VT \| Websterville VT \| \| \| \| Anschluss Granitsteinbruch \| \| \| \| \| \| \| \| \| 2,7 \| East Barre VT \| East Barre VT \| |                      |                            |                            |
| Strecke |                      | von Barre                  | von Barre                  |
| Dienststation / Betriebs- oder Güterbahnhof | 0,0                  | Websterville VT            | Websterville VT            |
| Abzweig ehemals geradeaus und nach rechts |                      | Anschluss Granitsteinbruch | Anschluss Granitsteinbruch |
| Strecke (außer Betrieb) |                      |                            |                            |
| Kopfbahnhof Streckenende (Strecke außer Betrieb) | 2,7                  | East Barre VT              | East Barre VT              |

Die Bahnstrecke Websterville–East Barre ist eine Eisenbahnstrecke in Vermont (Vereinigte Staaten). Sie ist 2,7 Kilometer lang und bindet die Stadt East Barre an den Ort Websterville und dort an die Bahnstrecke Barre–Graniteville an. Die Strecke ist stillgelegt und abgebaut.

## Geschichte
Die eingleisige, normalspurige Strecke wurde am 3. September 1892 durch die East Barre Railroad im Güter- und Personenverkehr eröffnet. Eine Verlängerung über Washington nach Chelsea war angedacht und so hieß die Bahngesellschaft ab 1893 East Barre and Chelsea Railroad, jedoch fanden sich keine Geldgeber für diese Verlängerung. 1913 wurde die Strecke von der Barre and Chelsea Railroad übernommen, die 1922 den Personenverkehr einstellte und sie 1937 stilllegte.

## Streckenbeschreibung
Die Strecke beginnt im Bahnhof Websterville und führt ostwärts nach East Barre. Ein Steinbruch unterbricht die ehemalige Bahntrasse heute. Die übrigen Abschnitte der Strecke sind noch heute sichtbar, jedoch wurde ein Teil der Trasse in East Barre überbaut.